# Ctenus spiralis
Ctenus spiralis este o specie de păianjeni din genul Ctenus, familia Ctenidae, descrisă de F. O. P.-cambridge, 1900.
Este endemică în Costa Rica. Conform Catalogue of Life specia Ctenus spiralis nu are subspecii cunoscute.